# Iseki

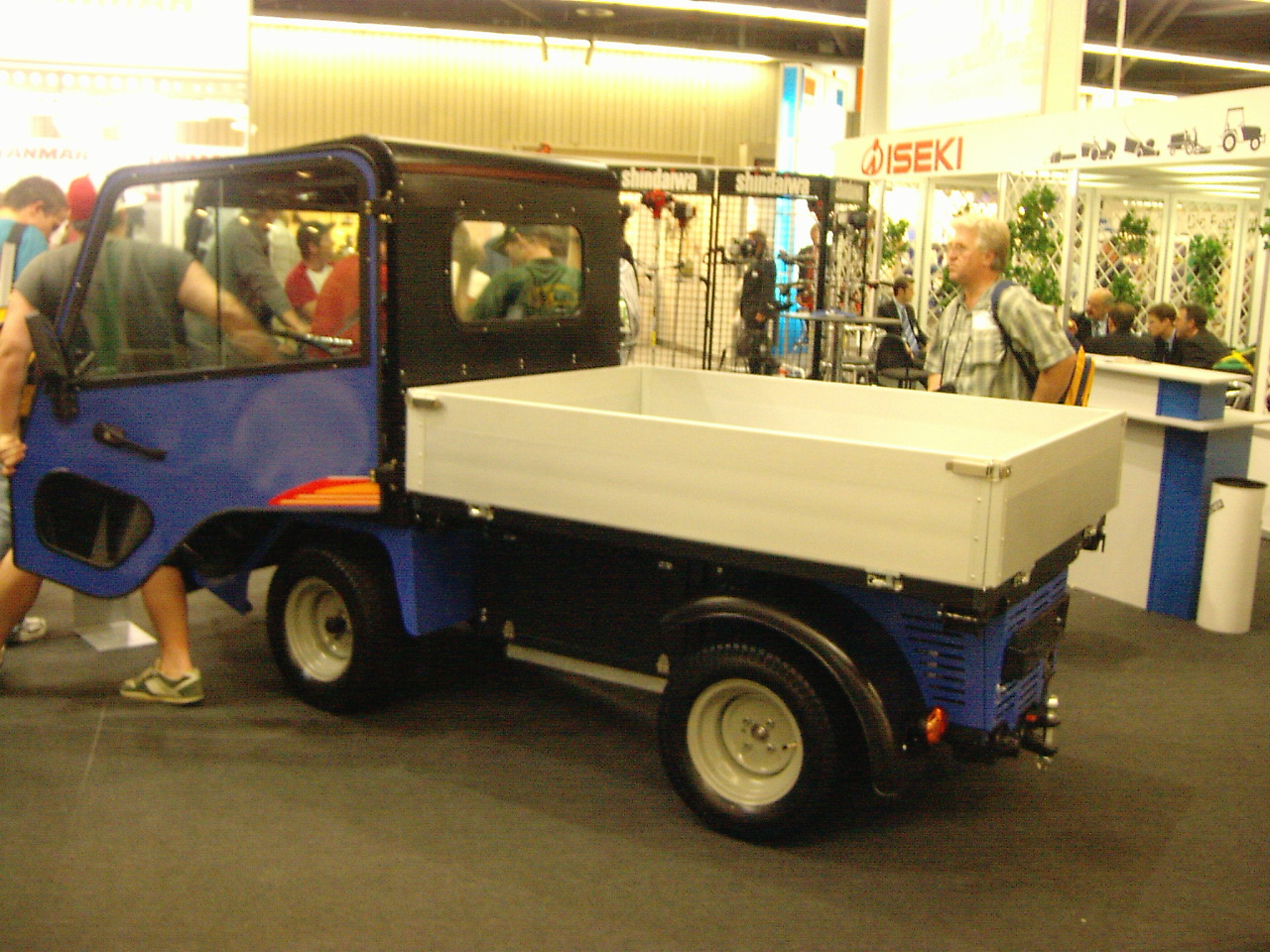
Iseki op GaLaBau in Neurenberg.

Iseki & Co, ltd is een Japans bedrijf opgericht in 1926.  Het produceert tal van machines, onderdelen en motoren. Het bedrijf heeft wereldwijd 4600 medewerkers en heeft een netto omzet van 4.6miljard dollar. Op het gebied van agricultuur is Iseki niet alleen bezig met de productie van machines maar ook met het onderhoud. Iseki biedt haar klanten bijvoorbeeld ook aan om machines te repareren.

## Geschiedenis
Toen het bedrijf werd opgericht, kreeg het de naam Iseki Farm Implement Trading Co en was gevestigd in Matsuyama in de Japanse provincie Ehime. In 1936 werd de naam van het bedrijf veranderd in de huidige naam: Iseki & Co.
Iseki & Co begon in 1961 met het bouwen van tractoren die wereldwijd werden verkocht onder verschillende merken zoals Massey Ferguson, Bolens, Challenger, White en AGCO Corporation. In hetzelfde jaar werd Iseki een beursgenoteerd bedrijf. In 1971 werd de eerste Europese vestiging gelegd in Brussel.

## Tegenwoordig
Tegenwoordig produceert Iseki hoofdzakelijk in Japan maar is het een bekende producent op het gebied van Landbouwmachines. Hierdoor worden de machines die Iseki produceert eigenlijk wereldwijd verkocht. Echter heeft Iseki niet de minste competitie met internationale bedrijven zoals Liebherr, JCB, Atlas, Komatsu etc. Eind 2012 werd bekend dat Iseki eigenlijk nog boven haar eigen verwachtingen presteerde met een variatie van 1.9miljard Yen.